# La censura de Thomas Edison
La censura de Thomas Edison, va ser un conjunt de limitacions que l'inventor d'aparells tecnològics primitius, va imposar durant el principi del segle xx. Aquest fet va tindre com a conseqüència, la fugida de moltes persones de la indústria del cinema cap a l'Oest dels Estats Units, on allà es va formar la ciutat dels somnis, també coneguda com a Hollywood.

## Història
Thomas Edison, després d'inventar el fonògraf i perfeccionar la bombeta elèctrica, la seva companyia, Edison General Electric, com que disposava de molts fons per a qualsevol investigació, s'hi va dedicar a crear un aparell capaç de captar el moviment. Amb aquesta intenció, en el 1891, va presentar el seu nou aparell anomenat Cinetoscopi, que en realitat, va ser desarrollat pel seu treballador William Kennedy Dickson. Aquest, era capaç de captar el moviment a partir d'unes tires de pel·lícula de cel·luloide perforada. Però, encara no se li pot dir cinema perquè la màquina era de visionat individual, és a dir, no es podien projectar les imatges en moviment. Al principi el Cinetoscopi va guanyar molt d'èxit però no es van arribar a cobrir les despeses fetes per l'empresa d'Edison així que aquest va deixar el seu projecte.
Per l'altra banda, a França, Auguste i Louis Lumière, van descobrir el Cinetoscopi d'Edison i van utilitzar els seus progressos tecnològics per seguir la investigació. Es van interessar en la possibilitat d'enregistrar les seves propies imatges en moviment per després projectar-les davant d'un públic. Gràcies al mecanisme d'avanç intermitent van aconseguir millorar l'invent d'Edison i van crear el Cinematògraf. Amb aquest aparell van poder enregistrar i projectar la primera pel·lícula en el 1895.
El Cinematògraf va triomfar molt per tot Europa, així que, Thomas Edison, va decidir comprar la patent dels Lumière, perquè tenia clar que aquest desenvolupament de les seves prèvies investigacions tindria un gran benefici econòmic que podria portar cap al continent americà. Edison, qui controlava tot el negoci de la costa Est dels Estats Units va explotar el nou invent ja que va començar a vendre els drets d'ús a petites productores americanes. D'aquesta manera, l'inventor va acabar dominant tota la indústria cinematogràfica de l'Est.

## Sistema mafiós
Per tal que ningú més pogués explotar l'aparell del cinematògraf als Estats Units i guanyar benefici econòmic, Thomas Edison va imposar un control molt estricte. Per poder utilitzar el Cinematògraf, tots els directors i productores havien de pager altes taxes que feien impossible el desenvolupament d'una indústria com la del cinema. Així que molts d'ells, per tal d'evitar el pagament, treballaven en el mercat negre. Thomas Edison per dominar la indústria i evitar el mercat negre, denunciava a totes aqueslles persones que no utilitzaven les seves càmeres o projectors, i enviava a pistolers i assassins per tal de matar a totes aquelles persones que es retrassaven amb els pagaments o directament o indirectament li estaven fent comeptència.

## Fugida cap a l'Oest
Degut a les greus conseqüències, molts directors de cinema i petites productores cinematogràfiques que estaven situades a l'Est del país, en ciutats com Chicago o Nova York, van decidir fugir d'aquesta opressió i els alts impostos. Així que, se'n van anar cap a l'Oest, on Edison no posseïa drets d'explotació. En aquella època, a principis del segle xx, la part de l'Oest dels Estats Units no estava tant desenvolupada, així que aquestes petites productores es van instal·lar allà, a un petit poblet al costat de Los Àngeles. El lloc va ser escollit per Carl Laemmle, un productor de cinema alemany que en el 1909 va fundar la Yankee Film Company. Un cop va arribar a Califòrnia, va comprar una finca de 430 km quadrats on va fundar la Universal City. Aquesta era una ciutat, que tenia un propi alcalde i departament de policia, on hi vivien tots els treballadors de la indústria del cinema. Mica en mica, altres altres productores i persones relacionades amb la indústria s'hi van anar instal·lant pels afores fins que finalment es va crear el que es coneix com a Hollywood.